# Jacqueline Mesmaeker
 (novembre 2016).
Si vous disposez d'ouvrages ou d'articles de référence ou si vous connaissez des sites web de qualité traitant du thème abordé ici, merci de compléter l'article en donnant les références utiles à sa vérifiabilité et en les liant à la section « Notes et références ».
Pour les articles homonymes, voir Mesmaeker.
Jacqueline Mesmaeker, née le 9 juillet 1929 à Uccle et morte le 7 décembre 2023,, est une artiste plasticienne belge.

## Expositions collectives (sélection)
2021
- Why are you Angry[3]', S.M.A.K., Gand. Du 13 février au 30 mai 2021. Commissaire : Philippe Van Cauteren.

2015
- Art Brussels 2015, stand de la galerie Nadja Vilenne.
- A Breathcrystal', Project ArtsCentre, Dublin, commissaire Mihnea Mircan.
- Arco Madrid 2015, stand de la galerie Nadja Vilenne

2014
- La Mer – Salut d’honneur Jan Hoet, Mu.ZEE, Ostende, commissaires Philipp Vandenbossche et Mieke Mels.
- Off(icielle) FIAC 2014 – Les Docks, Paris, stand de la galerie Nadja Vilenne.
- Allegory of the Cave Painting, Extra City, Anvers, commissaire Mihnea Mircan.
- L’image suivante, Frans Hals et Paul Claudel, Mac’s, Grand Hornu, commissaire Jérôme André.
- Art Brussels 2014, stand de la galerie Nadja Vilenne, Liège

2013
- Conversation Piece, Mu.Zee, commissaires Philipp Vandenbossche et Mieke Mels, Ostende.
- Repeat/repeat, Galerie Nadja Vilenne, Liège.
- Art Brussels 2013, stand de la galerie Nadja Vilenne.

2012
- Le miroir et les chemins (avec Peter Downsbrough et Philippe Durand), Mac's, Grand-Hornu.

2008
- Ici… et là, curatrice Evelyn Fischer, Librairie Quartier Latin, Bruxelles.

2006
- Biennale de la Photographie, Film en projection dans le Chœur de l'Église Saint André, Liège.

2005
- V 1. 1944 Héritage de l'Ermitage Herinneringen aan de Kluizenaars, en duo avec Alain Géronnez, Galerie-1 CIVA, Bruxelles.

2003
- Refuge, curator Isabelle de Vischer, Les Brasseurs, Liège.

2002
- Miscellaneous - Jacqueline Mesmaeker, Benoit Platéus, curatrice Carine Bienfait, Jeunesse et Arts-Plastiques, La Raffinerie/Plan-K, Bruxelles.
- Festival International du Film, Argos, Bruxelles.
- Tout juste Instable, curateur Michel Assenmaker, Librairie Quartier Latin, Bruxelles.
- Salon des Placards, dans le cadre du Festival de Danse Contemporaine, Hôtel des Consuls, Uzès.

2001
- Ici et maintenant, Belgian System, curateurs Laurent Jacob et Philippe Braem, Tour & Taxi, Bruxelles (Recto Verso).
- Instabilité, sélection Michel Assenmaker, Institut Saint-Luc, Bruxelles.

2000
- N.I.C.C. television program-telenicc 1’, Bruxelles Euro 2000.
- Intervalles, curateur Michel Assenmaker, Chapelle de Monty.
- World Wild Flags, curateur Daniel Dutrieux, Liège.
- Pièces à conviction, Espace 251 Nord, Liège.

1999
- Speelhoven 99, curateur Baudoin Oosterlynck, Woonhuis, Speelhoven.
- Super ∞, Lycée Claude Forest, Maubeuge.
- Restez Calmes, La Glacière de Liège, Liège.

1998
- Secret Outlines, curatrice Sarah Munro, Collective Gallery, Édimbourg.

1997
- Magritte en Compagnie. Du bon usage de l'irrévérence, curateur Michel Baudson, Le Botanique Bruxelles, Galerie Zacheta, Varsovie.
- Slight, curatrice Kirsty Ogg, Norwich Gallery, Norwich.

1996
- East International, Sainsbury Center for Visual Arts, Norwich Gallery, Norwich. Lauréate de l'EASTaward, sélection Richard Long et Roger Ackling.
- A Sentimental Journey, Atelier Sainte Anne, Bruxelles.

1993
- Le Jardin de la Vierge, Espace 251 Nord, Liège et Place Royale, Bruxelles.

1991
- Identification, Musée d'Art Ancien, Bruxelles.
- Matériau Photo – Un certain Regard Pictural, curateur Guy Ledune, Galerie Guy Ledune, Bruxelles.

1990
- Antwerpen-Haarlem, Frans Hals Museum, Haarlem.

1989
- Onbegrensd Beeld, Augustijnenkerk, Maastricht.

1988
- Belgicismes, Espace 251 Nord –  Casa Frollo, Venezia.
- États Limites, Archives des Passions, Espace 251 Nord, Liège.

1987
- Arte in Situazione Belgica, Espace 251 Nord – Academia Belgica, Rome.

1986
- Initatief d'Amis, curateur Guillaume Bijl, Vooruit, Gent.
- Maison de la Culture, Tournai.

1985
- Place Saint-Lambert Investigations, Espace 251 Nord, Liège.
- Articulture, Parc du Musée Royal, Mariemont.

1984
- Tectonic '84, curateurr Daniel Dutrieux, Musée d'Architecture, Liège.
- Transparence et Lumière, curatrice Diane Hennebert, Le Botanique, Bruxelles.

1981
- Bru '81 Trans Art Express, curateur Guy Ledune, ISACF, Bruxelles.

1979
- La Grande Absente, curateur Pierre Sterckx, Musée d'Ixelles, Bruxelles.
- Aktuele Kunst in Belgïe, Inzicht/overzicht – overzicht/inzicht, curateur Jan Hoet, Museum van Hedendaagse Kunst, Gent.

1978
- La Couleur et la Ville, ISELP, Jeunesse et Arts Plastiques, Bruxelles.

1977
- Une Serre, Jardin Botanique, Bruxelles (en illégalité, sans commissaire).

1976
- Hôtel Van de Velde - ENSAAV, Bruxelles.

1975
- Hôtel Van de Velde - ENSAAV, Bruxelles.

## Éditions
- Jacqueline Mesmaeker. Œuvres 1975-2011, (Sous la direction d'Olivier Mignon), Bruxelles, (SIC) – couper ou pas couper, 2011.
- Until it Fitted! L'innocence, Bruxelles, (SIC), 2010, tiré à 200 exemplaires dont 50 numérotés et signés.
- « Débord », dans Le Dessin. Entre projet et procès, Bruxelles, (SIC), 2009.
- I'm a Foot Fan, éd. unique, 2006, signée.
- Après lecture des Mémoires d'Outre-tombe, dans Copie de voyage, N°1, Bruxelles, Décembre 2005.
- Miscellaneous, avec Benoît Platéus, Bruxelles, éd. JAP, novembre 2002, tiré à 60 exemplaires, numérotés, signés.
- De page en page, Pendants et vis en France, Ganges 1990 - Bruxelles 1993, Bruxelles, éd. Camomille, 1993, tiré à 35 exemplaires, numérotés, signés.

## DVD
- Les Péripéties, Bruxelles, Gevaert éditions, 2010. Édition à 300 exemplaires d'un DVD comprenant 10 films de l'artiste. 50 de ces exemplaires sont accompagnés d'un livre numéroté et signé.